# Spartacus: Gods of the Arena
Spartacus: Gods of the Arena (dt.: Spartacus: Götter der Arena) ist eine US-amerikanische Miniserie des US-Kabelsenders Starz, die im Januar und Februar 2011 erstmals ausgestrahlt wurde. Die Serie ist als Prequel zu Spartacus: Blood and Sand zu verstehen und wurde als Zwischenproduktion eingeschoben, nachdem sich die Produktion der 2. Staffel aufgrund eines Krebsleidens des Hauptdarstellers verzögerte. Die Serie konzentriert sich auf die Geschichte des Hauses des Batiatus in der Stadt Capua vor der Ankunft des Spartacus. Gedreht wurde die Serie in Auckland, Neuseeland.

## Handlung
Die Handlung von Gods of the Arena spielt sich ca. fünf Jahre vor den Ereignissen in Spartacus: Blood and Sand ab. Das Prequel handelt von der Entwicklung von Quintus Lentulus Batiatus, der große Ambitionen hat, nachdem er die Gladiatorenschule (Lat. Ludus [gladiatorius]) seines Vaters Titus übernommen hat.
Der junge Batiatus versucht den Ludus seines Vaters so gut wie möglich zu leiten und strebt dabei an, seine Gladiatoren endlich in den bedeutenderen Kämpfen am Nachmittag unterzubringen, aber er scheitert immer wieder an den geschäftlichen und politischen Beziehungen seines Konkurrenten, dem jungen und unerfahrenen Vettius. Eine Möglichkeit würde sich für Batiatus bieten, wenn er mit Tullius verhandeln könnte. Tullius ist ein reicher Geschäftsmann und dank seines Vermögens einer der mächtigsten Männer in Capua, der auch die neue Arena finanziert, die gerade gebaut wird.
Eines Tages ergibt sich für Batiatus eine Gelegenheit, als er gerade mit seinem engen Freund Solonius durch die Straßen von Capua spazieren geht. Der Gallier Crixus, ein Sklave von Tullius, zettelt einen Streit mit den Wachen an, als Batiatus und Solonius an ihnen vorbeigehen. Batiatus erkennt das Potential, das in Crixus verborgen liegt, und kauft Crixus zu einem überteuerten Preis. Eine Geste, die wie geplant das Aufsehen von Tullius erregt. Tullius lädt Batiatus in sein Geschäft, wo ihm Batiatus seine Absicht erklärt, seinen ersten Kämpfer Gannicus in den Eröffnungsspielen der neuen Arena sehen zu wollen. Dafür habe er ihm Crixus so teuer abgekauft. Verärgert muss Batiatus feststellen, dass Tullius bereits in den Ludus von Vettius investiert hat, aber ihm einen Kampf in den Eröffnungspielen überlassen würde, sofern Batiatus ihm Gannicus zu einem stattlichen Preis verkaufen würde. Batiatus fühlt sich hintergangen und verweigert jedes Angebot. Tullius reagiert empört und schlägt Batiatus mit seinen Männern übel zusammen. Wütend ersinnt Batiatus einen riskanten Plan.

## Figuren
Quintus Lentulus Batiatus
Batiatus leitet seit dem krankheitsbedingten Umzug seines Vaters nach Sizilien die Gladiatorenschule (ludus) der Familie. Obwohl er nach einer politischen Karriere strebte, beugte er sich dem Wunsch seines Vaters und führte den Familienbetrieb weiter. Seine Ambitionen hat er dabei jedoch nie abgelegt und strebt danach, die Gladiatorenschule unter den führenden der Stadt zu etablieren und somit seiner Familie und sich selbst Ansehen und Macht verschaffen. Seine Handlungen und Entscheidungen stehen daher immer im Spannungsfeld seiner eigenen Ambitionen und dem Wunsch, seinem bescheidenen und standesbewussten Vater zu gefallen.
Lucretia
Lucretia ist die Ehefrau Batiatus’. Allerdings fand die Liebeshochzeit nie die Zustimmung von Batiatus’ Vater, für den Lucretia keine standesgemäße Partie für seinen Sohn darstellt. Lucretia teilt die Vorstellungen ihres Mannes und unterstützt ihn nach allen Kräften. Sie ist sehr von sich und ihrer Bedeutung überzeugt und skrupellos, wenn es um mögliche Erfolge geht. Sie schreckt daher auch nicht davor zurück, ohne Batiatus’ Wissen dessen Vater Titus durch regelmäßige Giftverabreichungen zu schwächen, um ihrem Mann größeren Handlungsspielraum zu verschaffen.
Titus Lentulus Batiatus
Der Vater von Quintus Lentulus Batiatus und Besitzer der Gladiatorenschule. Er ist ein Römer alter Schule und hält nichts von den Aufstiegsambitionen seines Sohnes, da ein Mann seiner Meinung nach seinen Platz in der Gesellschaft kennen muss. Außerdem warnt er ihn davor, dass es schlimme Konsequenzen geben kann, wenn man sich mit Männern anlegt, deren Stellung höher als die eigene ist. Von Lucretia hält er nichts, da sie von niederem Stand ist. Dies unterstreicht er dadurch, dass er von Quintus fordert, sich von ihr zu trennen oder seinen Platz als sein Erbe zu verlieren. Mit seinem Einschreiten versucht er die Spannungen mit Tullius zu beenden und die Wogen wieder zu glätten, was ihm auch beinahe gelingt. Lucretia setzt seinen Bemühungen aber mit vergifteten Wein ein Ende.
Tullius
Ein Geschäftsrivale der Familie Batiatus und Finanzier von Vettius’ Gladiatorenschule. Im Gegensatz zur Familie Batiatus ist er von hohem gesellschaftlichen Rang, was er Batiatus deutlich spüren lässt und diesen Umstand zu seinem Vorteil ausnutzt, indem er Batiatus’ Gladiatoren von den Kämpfen und der im Bau befindlichen Arena fernzuhalten versucht. Damit reizt er jedoch auch den ehrgeizigen Batiatus und befeuert dadurch die zunehmende Gewaltspirale.
Gannicus
Gannicus ist seit der schweren Verletzung Oenomaus’ (Drago) der amtierende Champion der Gladiatorenschule des Batiatus. Trotz seiner Qualitäten als Kämpfer lässt er die Ernsthaftigkeit anderer Gladiatoren vermissen und präsentiert sich als Lebemann. Ihn verbindet eine tiefe Freundschaft zu Oenomaus und dessen Frau Melissa. Batiatus sieht in ihm eine Chance für seine Aufstiegspläne. Doch Gannicus erregt auch das Interesse des Tullius, der ihn unbedingt von Batiatus erwerben und für seine Schule gewinnen möchte. Die Weigerung Batiatus’, auf diesen Handel einzugehen, führt zu den zunehmend gewalttätigeren Auseinandersetzungen im Verlauf der Staffel. Gannicus erringt in Folge durch seinen Erfolg in der neu eröffneten Arena von Capua die Freiheit – auf Betreiben Solonius’ und gegen den Willen seines Herrn Batiatus.
Oenomaus (Drago)
Oenomaus ist ein von Batiatus’ Vater zum Gladiatoren ausgebildeter Sklave. Er stieg zum Champion der Gladiatorenschule auf, bis er im Kampf gegen den unbesiegten Gladiator Theokoles schwer verwundet und dadurch lange Zeit ans Krankenbett gefesselt wurde. Zu Beginn der Serie hat er sich soweit von seinen Verletzungen erholt, um das Training wiederaufnehmen zu können. Sein größter Wunsch ist die Rückkehr als Gladiator in die Arena, doch Batiatus setzt ihn stattdessen als Ausbilder ein. Nur widerstrebend fügt er sich den Wünschen seines Herrn und hat große Probleme, sich in seiner neuen Rolle zu finden. Unterstützung erhält dabei er hauptsächlich durch seine Ehefrau Melissa, die Leibsklavin Lucretias, und seinen besten Freund Gannicus.
Melissa
Melissa (im englischen Original Melitta) ist die Leibsklavin Lucretias und Ehefrau Dragos. Nachdem sie zum Geschlechtsakt mit Gannicus gezwungen wurde, um ihren Dominus Batiatus dadurch den Primus im Eröffnungskampf zu verschaffen, entwickelt sie Gefühle zu selbigem. Im weiteren Verlauf der Serie entsteht eine Affäre zwischen den beiden, die sehr belastend für sie ist.
Crixus
Crixus ist ursprünglich ein Sklave des Tullius. Batiatus erwirbt den widerspenstigen Gallier zu einem völlig überzogenen Preis, um sich damit bei Tullius einen guten Stand zu verschaffen. Er lässt Crixus zum Gladiator ausbilden. Crixus setzt in Folge alles daran, Gannicus als ersten Kämpfer zu übertrumpfen.
Ashur
Ashur ist syrischer Sklave und angehender Gladiator der Gladiatorenschule Batiatus, der vor allem durch seine Listigkeit auffällt. Er tut alles für einen persönlichen Vorteil, bis hin zur Verwundung und Ermordung seines eigenen Landsmannes. Bei den anderen Gladiatoren des Ludus wird er nicht wertgeschätzt, da er sich das Brandzeichen nicht durch die übliche Prüfung, sondern durch einen Meuchelmord im Auftrag des Batiatus erschlichen hat.
Barca
Barca ist einer der besten Gladiatoren der Schule und ein Meister des Speerkampfes. Von Batiatus wird er oftmals als Leibwache entfremdet. Sein Geliebter, der auch Gladiator ist, wird in der Arena von Crixus getötet. Obwohl ihn der Verlust schmerzt, bekundet Barca Crixus gegenüber seinen Respekt und akzeptiert diesen anschließend.
Naevia
Naevia ist ein Sklavenmädchen und steigt nach dem Tod Melissas zur Leibsklavin ihrer Domina Lucretia auf.
Diona
Diona ist Naevias beste Freundin und ebenfalls eine Sklavin. Auf Lucretias Anweisung wird Diona mehrfach gezwungen, die Wollust der römischen Patrizier zu befriedigen und zerbricht seelisch und körperlich zunehmend an den Vergewaltigungen.
Gaia
Eine enge Freundin von Lucretia, die nach dem Tod ihres Gatten und dem Verlust seines gesamten Vermögens zeitweise Unterkunft in der Gladiatorenschule sucht. Sie kennt viele Männer in hoher Stellung und ist sehr intrigant, sie versteht es auch Lucretia durch Manipulationen in die von ihr gewünschte Richtung zu dirigieren. Sie hilft Lucretia und Quintus dabei ihr gesellschaftliches Ansehen zu steigern.
Vettius
Ein Geschäftspartner von Tullius und Besitzer der größten Gladiatorenschule in Capua. Er ist noch sehr jung und ihn und Quintus verbindet eine tiefe, gegenseitige Abneigung, die schon an Hass grenzt. Er ist stets an Tullius’ Seite und versucht oft Quintus zu demütigen und ihn zu übertrumpfen.
Marcus Decius Solonius
Ein enger Freund und Geschäftspartner von Quintus Lentulus Batiatus, der aber unter seinen Launen immer wieder zu leiden hat. Durch die miese Behandlung seines Freundes, die über Beschimpfungen bis hin zu schwerwiegenden Beschuldigungen geht, beschließt er, schließlich sich selbst einen Vorteil zu verschaffen. Allerdings hat er auch vorher schon versucht sich mit Tullius gut zu stellen, um Vorteile für sich selbst zu gewinnen. Außerdem lässt er mit zunehmender Zeit ein immer größeres Interesse an Lucretia durchscheinen.

## Besetzung und Synchronisation
Die deutsche Synchronisation entstand nach einem Dialogbuch von Marianne Groß und Lutz Riedel und unter der Dialogregie Lutz Riedel durch die Synchronfirma Scalamedia in Berlin.
| Rolle                     | Schauspieler          | Hauptrolle (Episoden) | Nebenrolle (Episoden) | Synchronsprecher         |
| Gladiatoren & Sklaven     | Gladiatoren & Sklaven | Gladiatoren & Sklaven | Gladiatoren & Sklaven | Gladiatoren & Sklaven    |
| ------------------------- | --------------------- | --------------------- | --------------------- | ------------------------ |
| Gannicus                  | Dustin Clare          | 1–6                   |                       | Robin Kahnmeyer          |
| Crixus                    | Manu Bennett          | 1–6                   |                       | Oliver Stritzel          |
| Drago/Oenomaus            | Peter Mensah          | 1–6                   |                       | Martin Keßler            |
| Ashur                     | Nick E. Tarabay       | 1–6                   |                       | Dennis Schmidt-Foß       |
| Naevia                    | Lesley-Ann Brandt     |                       | 1–6                   | Marie Bierstedt          |
| Barca                     | Antonio Te Maioha     |                       | 1–6                   | Jaron Löwenberg          |
| Rhaskos                   | Ioane King            |                       | 1–6                   |                          |
| Gnaeus                    | Rajtscho Wassilew     |                       | 1–6                   |                          |
| Dagan                     | Shane Rangi           |                       | 1–6                   |                          |
| Diona                     | Jessica Grace Smith   |                       | 1–6                   |                          |
| Melissa                   | Marisa Ramirez        |                       | 1–5                   | Maria Koschny            |
| Auctus                    | Josef Brown           |                       | 1–3                   | Markus Pfeiffer          |
| Römer                     |                       |                       |                       |                          |
| Quintus Lentulus Batiatus | John Hannah           | 1–6                   |                       | Udo Schenk               |
| Lucretia                  | Lucy Lawless          | 1–6                   |                       | Susanne von Medvey       |
| Tullius                   | Stephen Lovatt        |                       | 1–6                   | Uwe Büschken             |
| Marcus Decius Solonius    | Craig Walsh Wrightson |                       | 1–6                   | Lutz Riedel              |
| Vettius                   | Gareth Williams       |                       | 1–4, 6                | Marcel Collé             |
| Gaia                      | Jaime Murray          |                       | 1–4                   | Claudia Urbschat-Mingues |
| Titus Lentulus Batiatus   | Jeffrey Thomas        |                       | 1, 3–6                | Otto Mellies             |
| Quinctilius Varus         | Peter Feeney          |                       | 2–3, 6                | Hans-Jürgen Dittberner   |

## Ausstrahlung
In den USA startete die Miniserie am 21. Januar auf dem Kabelsender Starz und wurde am 25. Februar 2011 wieder beendet. In Deutschland wurde sie ab dem 5. Oktober 2011 bei RTL Crime ausgestrahlt. Die Free-TV-Ausstrahlung begann am 29. Juni 2012 auf ProSieben.

## Indizierung in Deutschland
Die Serie Gods of the Arena wurde in Deutschland im Mai 2013 auf Liste A indiziert.

## Episodenliste
| Nr. (ges.) | Nr. (St.) | Deutscher Titel       | Originaltitel       | Erstausstrahlung USA | Deutschsprachige Erstausstrahlung (D) |
| ---------- | --------- | --------------------- | ------------------- | -------------------- | ------------------------------------- |
| 1          | 1         | Alte Sünden           | Past Transgressions | 21. Jan. 2011        | 5. Okt. 2011                          |
| 2          | 2         | Die Berufung          | Missio              | 28. Jan. 2011        | 12. Okt. 2011                         |
| 3          | 3         | Das Familienoberhaupt | Paterfamilias       | 4. Feb. 2011         | 19. Okt. 2011                         |
| 4          | 4         | Hinter der Maske      | Beneath the Mask    | 11. Feb. 2011        | 26. Okt. 2011                         |
| 5          | 5         | Die Abrechnung        | Reckoning           | 18. Feb. 2011        | 2. Nov. 2011                          |
| 6          | 6         | Das blutige Ende      | The Bitter End      | 25. Feb. 2011        | 9. Nov. 2011                          |

## Auszeichnungen (Auswahl)
Die Prequel-Serie Spartacus: Gods of the Arena wurde bei der Saturn-Award-Verleihung 2012 in der Kategorie Beste DVD-TV-Serienveröffentlichung ausgezeichnet.